# Gack
Gack was een Amerikaanse thrashmetalband uit San Francisco, geformeerd in 1993 door vier leden van Lääz Rockit.
In 1993 bracht de band zijn eerste en enige album uit, Fix. Het verscheen alleen in Japan. Vrij kort daarna viel de band uiteen.

## Bandleden
Laatst bekende bezetting
- Michael Coons (zang)
- Scott Dominguez (basgitaar)
- Aaron Jellum (gitaar)
- Scott Sargeant (gitaar)
- Matt Vander Ende (drums)

## Discografie
Albums
- 1993 - Fix